# Yauri (distrito)
O distrito peruano de Yauri é um dos oito distritos da Província de Espinar, situa-se no Departamento de Cusco, pertencente ao Departamento de Cusco, Peru.

## Transporte
O distrito de Yauri é servido pela seguinte rodovia:
- CU-131, que liga o distrito de Espinar  à cidade de Suyckutambo
- CU-132, que liga o distrito à cidade de Espinar
- CU-130, que liga o distrito à cidade de Quehue
- PE-34E, que liga o distrito de Yura (Região de Arequipa) à cidade
- PE-3SK, que liga o distrito de Espinar (Região de Cusco à cidade
- PE-3SW, que liga o distrito de Velille (Região de Cusco) à cidade
- PE-3SG, que liga o distrito de Challhuahuacho (Região de Apurímac)  à cidade de Ayaviri (Região de Puno)
- PE-34G, que liga o distrito à cidade de Sicuani (Região de Cusco)  [1][2][3]